# NGC 3955
NGC 3955 este o astronomical radio source⁠(d) situată în constelația Cupa. A fost descoperită în 21 decembrie 1786 de către William Herschel. Se află la o distanță de 20,55 de megaparseci de Pământ.